# آشیکاگا شیگه‌ئوجی
آشیکاگا شیگه‌ئوجی (انگلیسی: Ashikaga Shigeuji; ۱ ژانویهٔ ۱۴۳۸ – ۳ نوامبر ۱۴۹۷) سامورایی اهل ژاپن بود.